# L'eterno movimento
L'eterno movimento è un album della cantante pop italiana Anna Oxa, pubblicato nel 27 febbraio 2001 dall'etichetta discografica Sony.

## Tracce
CD (Extensione 501927 2 (Sony)
1. L'immenso e il suo contrario (Laurex - G. Morra)
2. Uomo dove sei (Laurex - G. Fulcheri)
3. Controvento (E. Cardellini - Phil Thornalley - Steve Booker)
4. Sister (A. Fornili - G. Fulcheri - M. Patrignani - Jenny B)
5. L'eterno movimento (Laurex - G. Fulcheri)
6. Take a little trip (U. Morasca - J. Kumada)
7. Notte d'immagini (P. Consoli - G. Fulcheri)
8. Io sarò con te (L. Chiaravalli - G. Fulcheri)
9. La vita dove va (Laurex - M. Patrignani - G. Fulcheri)
10. Un'emozione da poco (I. Fossati - G. Guglielminetti)

## Formazione
- Anna Oxa – voce
- Luca Chiaravalli – chitarra acustica, chitarra elettrica
- Leroy Bushell – basso
- Diego Dari – tastiera, programmazione, chitarra acustica, chitarra elettrica
- Michele Vurchio – batteria, cori, percussioni
- Tony Levin – basso
- Francesco Valente – chitarra acustica, chitarra elettrica
- Stefano Senesi – pianoforte, organo Hammond
- Andrea Fornili – chitarra acustica, chitarra elettrica
- Tommy Branca – programmazione
- Vezio Bacci – basso
- Mauro Gregori – batteria
- Pascal Consoli – chitarra acustica, batteria, chitarra elettrica
- Jack Tama – percussioni, cori
- Olen Cesari – liuto, violino
- Umberto Morasca – programmazione
- Hawi Gondwe – chitarra acustica, chitarra elettrica
- Orlando Johnson, Jane Kumada – cori

## Critica
Secondo la critica l'album presenta grandi varietà di suoni anche per via delle grandi collaborazioni internazionali quali Tony Levin e Will Malone. L'album comunque è molto buono se non fosse per la presenza di 2 brani non inediti che lo appesantiscono.

## Classifiche
| Classifica (2001) | Posizione massima |
| ----------------- | ----------------- |
| Italia            | 27                |